# Antoni Szczerba

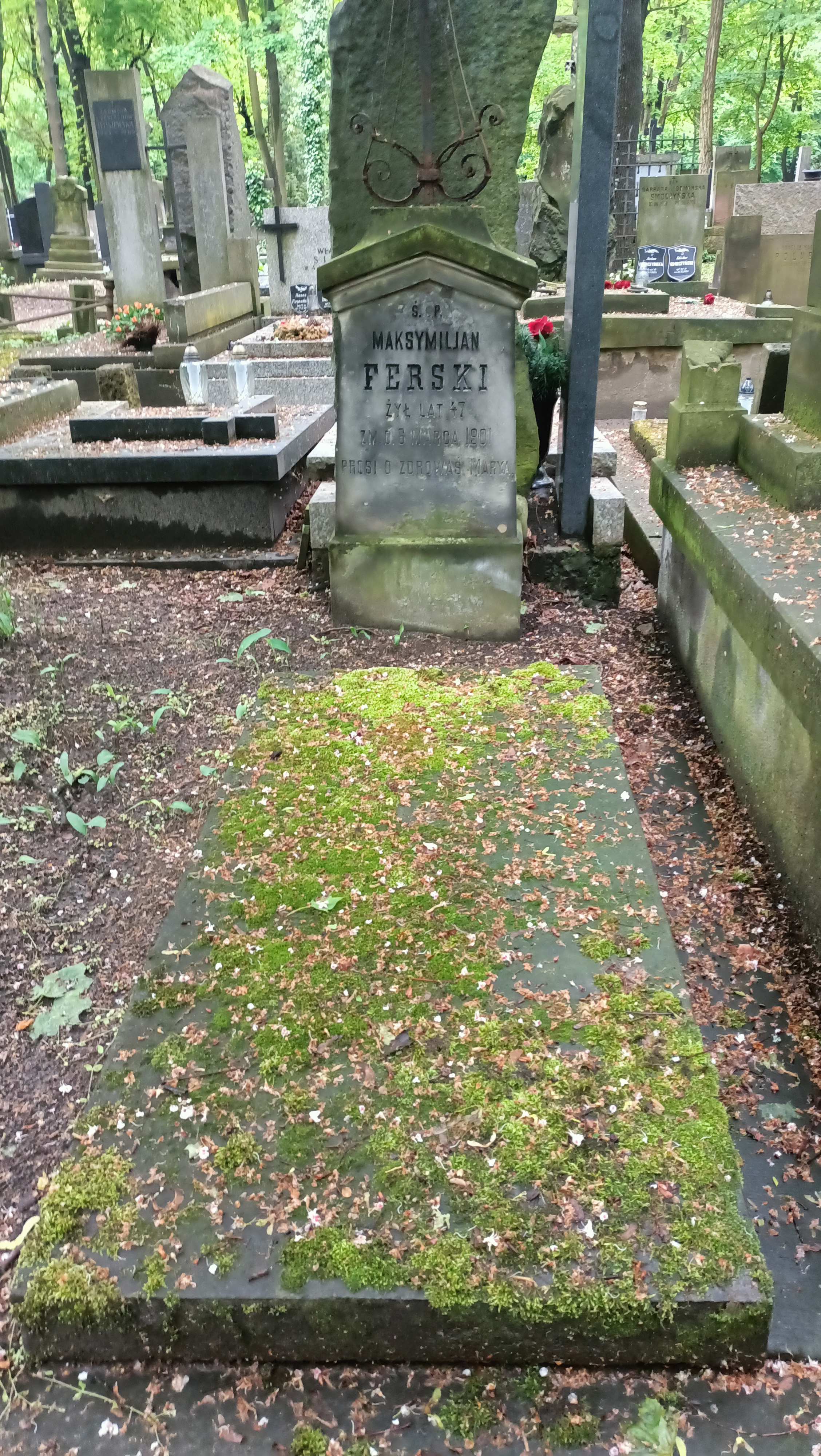
Grób Antoniego Szczerby (Ferskiego) na cmentarzu Powązkowskim

Antoni Szczerba (Szczerba-Ferski) właśc. Antoni Ferski (ur. 9 maja 1898 w Warszawie, zm. 6 września 1969 tamże) – polski aktor teatralny i filmowy, reżyser teatralny, scenarzysta oraz dramatopisarz.

## Życiorys
W latach 1919–1920 występował w warszawskim Teatrze Powszechnym. Następnie grał w Teatrze Miejskim w Sosnowcu (1920), w kierowanym przez Eugeniusza Świerczewskiego Teatrze Żołnierza Polskiego, który dawał przedstawienia m.in. w Słonimiu oraz na Grodzieńszczyźnie (1921) oraz w Teatrze Letnim w Kaliszu (1921). Od 1992 roku występował pod nazwiskiem Szczerba.
W 1927 roku był dyrektorem objazdowego zespołu teatralnego, utworzonego na okoliczność sprowadzenia do Polski prochów Juliusza Słowackiego i subsydiowanego przez Ministerstwo Wyznań Religijnych i Oświecenia Publicznego, który wystawiał dramat wieszcza pt. "Ksiądz Marek". W kolejnych latach zajął się reżyserią oraz tworzeniem adaptacji teatralnych prozy. Jeszcze w 1920 roku w łódzkim Teatrze Popularnym zespół Teatru Żołnierskiego 4 Armii wystawiano przedstawienie jego autorstwa pt. "Bohaterowie Śląska". Natomiast w latach 1936–1937 był współwłaścicielem i scenarzystą wytwórni filmowej „Femika-Film”. 
Był dwukrotnie żonaty: z aktorką Idą Michorowską (1897–1966, ślub ok. 1915) oraz ze Stefanią Bury.

### Adaptacje teatralne powieści
- "Na froncie bez zmian" wraz z Czesławem Lechem, wystawione w 1931 w Teatrze Miejskim w Lublinie – oryginał: "Na Zachodzie bez zmian" Ericha Marii Remarque'a
- "Przygody dwojga małych dzieci w Afryce" wystawione w 1932 w Teatrze Miejskim w Lublinie, grane później przez Objazdowy Teatr Szkolny Idy Michorowskiej - oryginał: "W pustyni i w puszczy" Henryka Sienkiewicza
- "Książę (Sen wujaszka)" wystawione w 1932 w Teatrze Miejskim w Lublinie w reż. Idy Michorowskiej - oryginał: "Idiota" Fiodora Dostojewskiego[1]

## Filmografia
- Ordynat Michorowski (1937) - scenariusz, obsada (hrabia Wojciech Michorowski)
- Trójka hultajska (1937) - scenariusz, kierownictwo artystyczne, obsada (Wycior, majster kominiarski)

Źródło: